# Brühl-Arkade

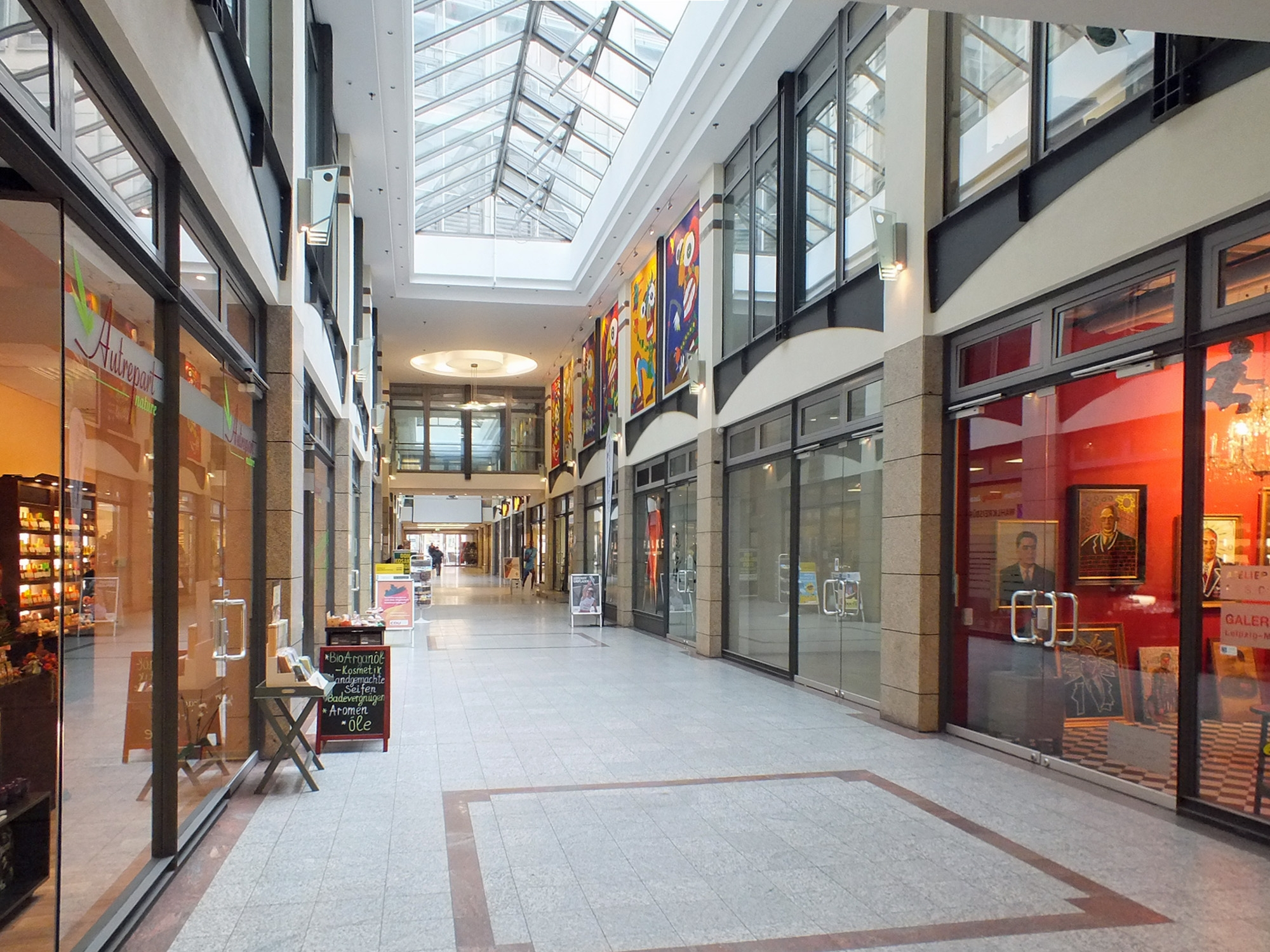
In der Brühl-Arkade (2011)

Die Brühl-Arkade, auch Brühl-Arkaden, in Leipzig ist eine Ladenpassage durch den Gebäudekomplex des Marriott-Hotels zwischen dem Brühl und der Richard-Wagner-Straße.

## Beschreibung

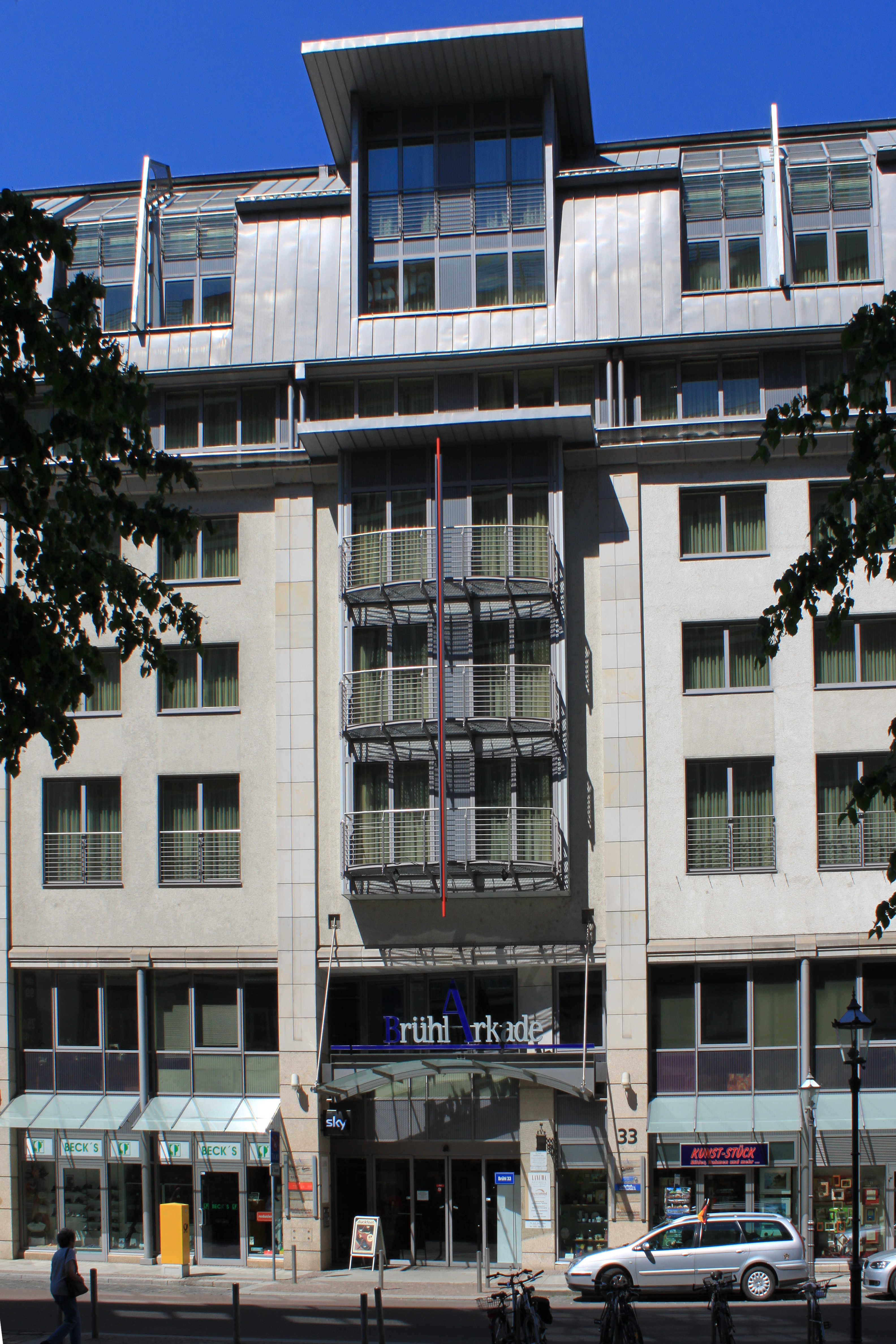
Der Eingangsbau am Brühl (2018)

Der südliche Eingang befindet sich am Brühl Nr. 33. Der Eingangsbereich wird durch einen darüber liegenden dreigeschossigen Balkon-Erker und eine massige Dachgaube mit überstehendem Dach betont. Die 86 Meter lange und im Mittel 5,5 Meter breite Passage wechselt zwischen flachen Teilen und zwei zweigeschossigen überglasten Strecken. Sie enthält über 15 Einzelhandels- und Dienstleistungseinrichtungen. In der Brühl-Arkade befindet sich auch das Atelier des Leipziger Künstlers Michael Fischer-Art, dessen Werke, vor allem im öffentlichen Raum, durch satte Farben, große Flächen und einfache Strukturen einen hohen Wiedererkennungswert besitzen. Auch in der Brühl-Arkade finden sich Bilder von ihm. Die östliche, an die Brühl-Arkade grenzende Außenwand ist gänzlich mit seinen Figuren bedeckt. Der nördliche Ausgang der Passage liegt auf der linken Seite von Richard-Wagner-Straße 9.

## Geschichte

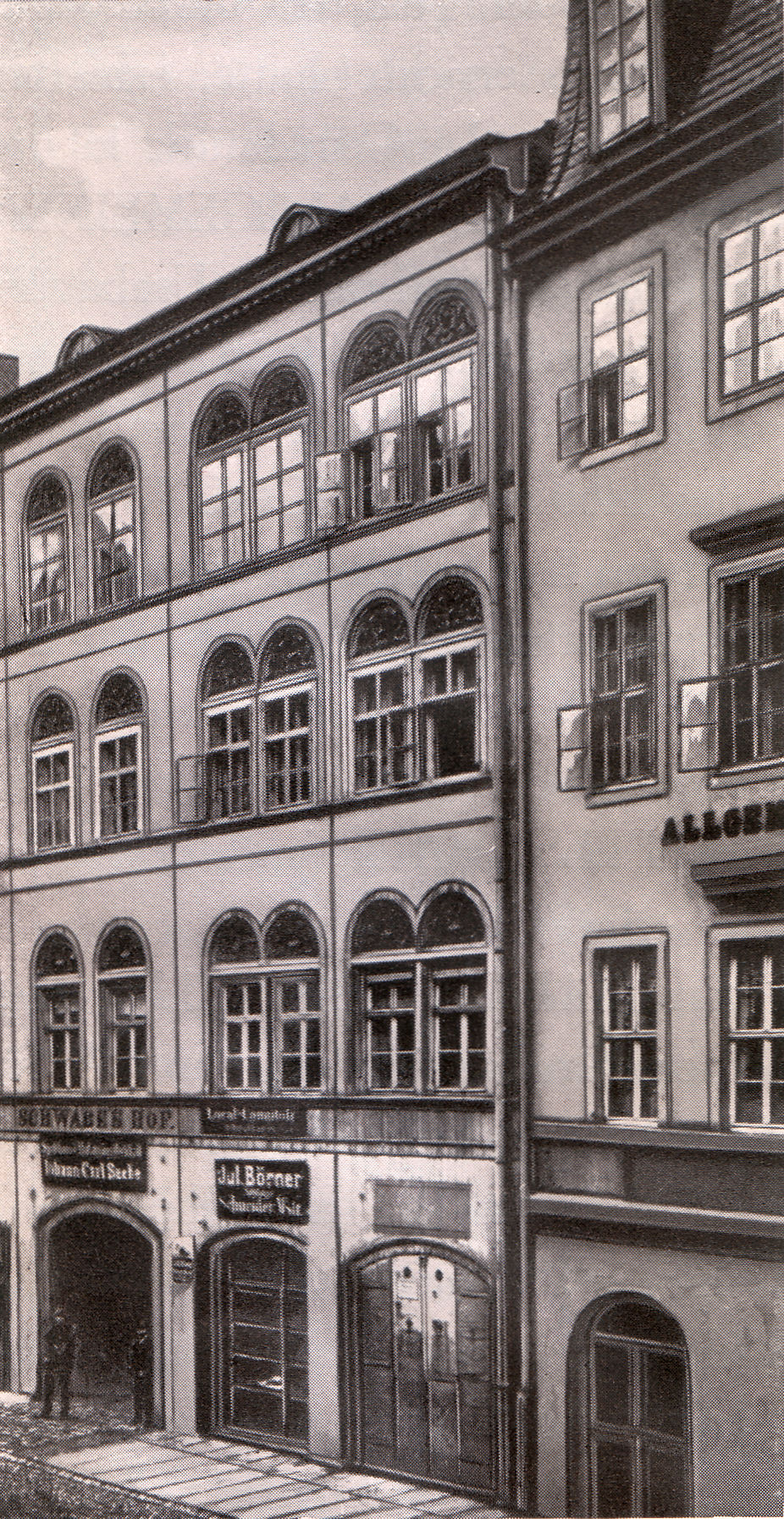
Der Vorgängerbau (links): Schwabes Hof (um 1870)
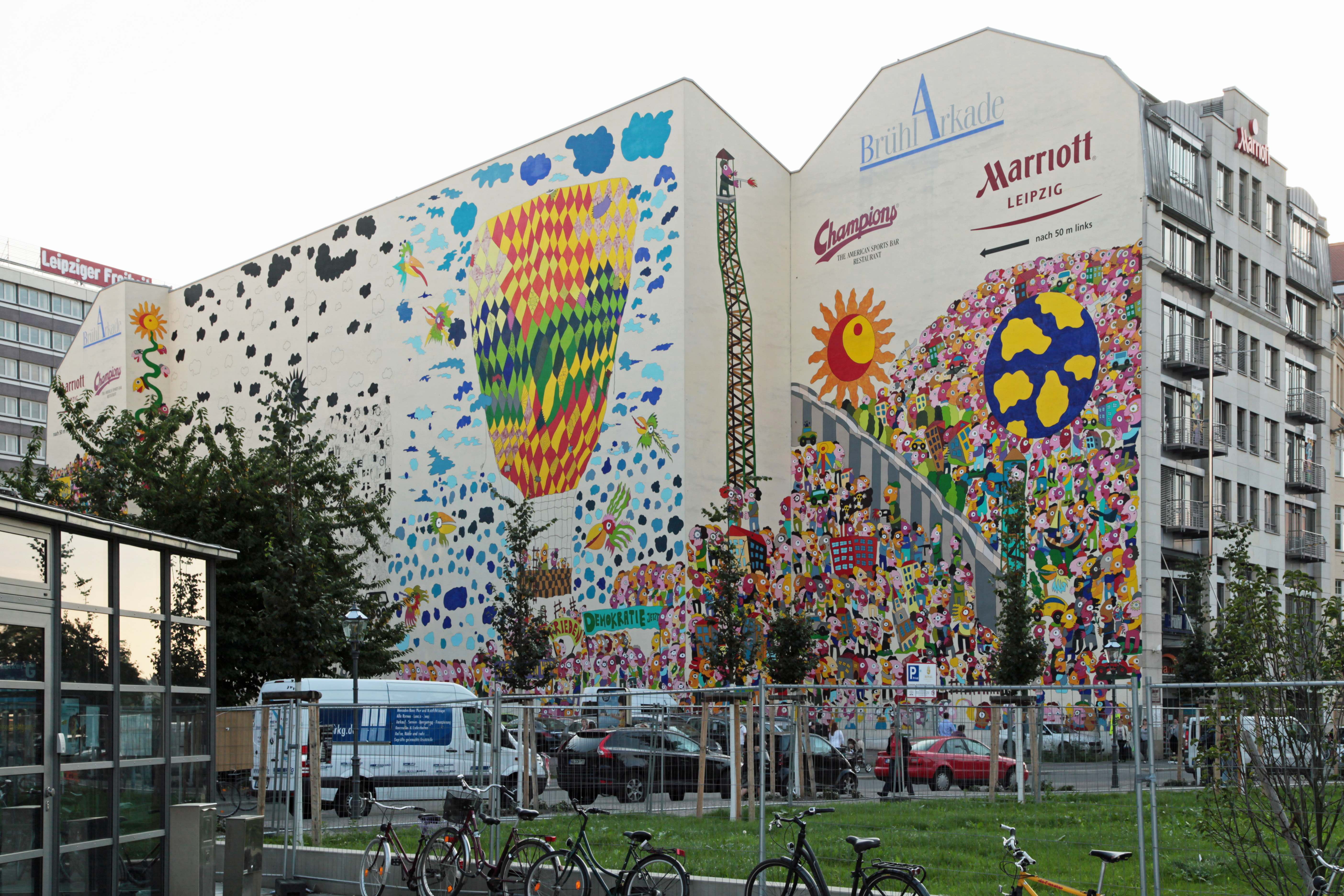
Fischer-Art-Wand und Eingang Nordseite (2014)

Frau Henriette Therese Schwabe kaufte 1845 die beiden Gasthöfe Zum güldenen Beil und Zum schwarzen Kreuz am Brühl und ließ einen Neubau errichten, der ab 1850 Schwabes Hof hieß. Zum Schwarzen Kreuz hatte eine Verbindung zum Haus Zum güldenen Rade in der Richard-Wagner-Straße, wodurch Schwabes Hof ein Durchgangshof wurde, der vor allem dem Pelzhandel diente. Im Zweiten Weltkrieg wurde Schwabes Hof zerstört.
1998 wurde zwischen Brühl, Richard-Wagner-Straße und Am Hallischen Tor mit Aussparung der nordwestlichen Ecke der Gebäudekomplex des Leipzig Marriott Hotels nach Plänen der Hannoveraner Planungsgruppe Wittstock und Partner fertiggestellt. In den östlichen Teil ist die Brühl-Arkade integriert. Sie nimmt damit die traditionelle Form der Leipziger Ladenpassagen auf.